# Marcus Taylor
Marcus Rotan Taylor (Lansing, 25 novembre 1981) è un ex cestista statunitense.

## Carriera
È stato selezionato dai Minnesota Timberwolves al secondo giro del Draft NBA 2002 (52ª scelta assoluta).

## Palmarès
- McDonald's All-American (2000)
- Campione WBA (2004)
- All-WBA First Team (2004)
- All-WBA Fourth Team (2005)
- Miglior passatore WBA (2004)